# Voa II
Pour les articles homonymes, voir Voa.
Voa II ou Voua II est un village de la région du Centre du Cameroun. Situé à 25 km d'Okola, il est localisé dans l'arrondissement (commune) d'Okola. On y accède par la piste rurale qui lie Evodoula à Nkolpoblo.

## Population et société
En 1965, la population de Voa II était de 400 habitants. Voa II comptait 466 habitants lors du dernier recensement de 2005. La population est constituée pour l’essentiel du peuple Eton.